# Kraśnik (gmina)
Pour les articles homonymes, voir Kraśnik.
Kraśnik est une gmina rurale (gmina wiejska) de la powiat de Kraśnik, dans la Voïvodie de Lublin, dans l'est de la Pologne.
Son siège administratif (chef-lieu) est la ville de Kraśnik, bien qu'elle ne fasse pas partie du territoire de la gmina, qui se situe à environ 52 kilomètres au sud-ouest de Lublin (capitale de la voïvodie).
La gmina couvre une superficie de 105,36 km2 pour une population de 6 994 habitants en 2006.

## Histoire
De 1975 à 1998, la gmina est attachée administrativement à l'ancienne voïvodie de Lublin.

Depuis 1999, elle fait partie de la nouvelle voïvodie de Lublin.

## Géographie

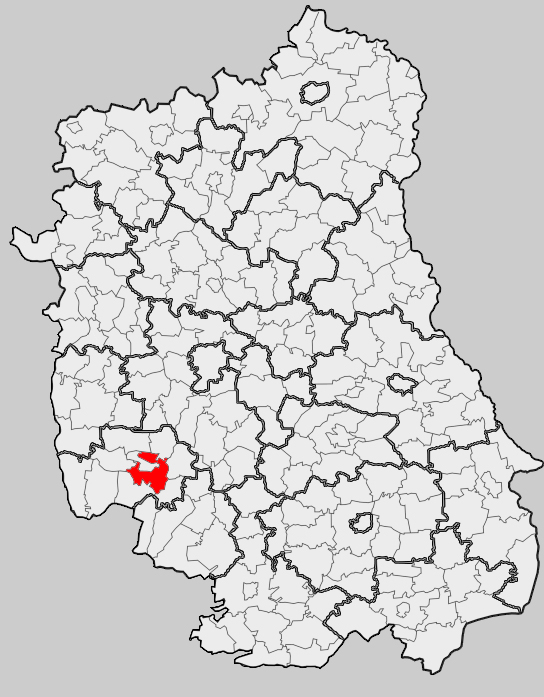
Position de la gmina dans la voïvodie

La gmina inclut les villages de:
- Dąbrowa-Bór
- Karpiówka
- Kowalin
- Lasy
- Mikulin
- Pasieka
- Pasieka-Kolonia
- Podlesie
- Słodków Drugi
- Słodków Pierwszy
- Słodków Trzeci
- Spławy Drugie
- Spławy Pierwsze
- Stróża
- Stróża-Kolonia
- Suchynia

### Gminy voisines
La gmina de Kraśnik est voisine de: 

la ville de :
- Kraśnik

et des gminy suivantes :
- Dzierzkowice
- Szastarka
- Trzydnik Duży
- Urzędów
- Wilkołaz
- Zakrzówek

## Structure du terrain
D'après les données de 2002, la superficie de la commune de Kraśnik est de 105,36 kilomètres carrés, répartis comme telle :
- terres agricoles : 64%
- forêts : 31%

La commune représente 10,48% de la superficie du powiat.

## Démographie
Données du 30 juin 2004:
| Description        | Total  | Total | Femmes | Femmes | Hommes | Hommes |
| ------------------ | ------ | ----- | ------ | ------ | ------ | ------ |
| Unité              | Nombre | %     | Nombre | %      | Nombre | %      |
| Population         | 6 997  | 100   | 3 569  | 51     | 3 428  | 49     |
| Densité (hab./km²) | 66,4   | 66,4  | 33,9   | 33,9   | 32,5   | 32,5   |